# Lauri Kennedy
Irvine Robert Laurie Kennedy, conocido como Lauri Kennedy (Randwick, Nueva Gales del Sur, 5 de julio de 1896 – Sacramento, California, 26 de abril de 1985), fue un violonchelista australiano.
Kennedy comenzó sus estudios musicales con Herbert Walenn en el Royal College of Music de Londres y con Paul Grümmer en Viena. Al poco tiempo obtuvo la atención de Nellie Melba, quien lo animó a continuar sus estudios en los Estados Unidos. Una vez establecido en dicho país se convirtió en violonchelista principal de la Filarmónica de Nueva York por invitación personal de Arturo Toscanini. Tocó música de cámara con artistas como Arthur Rubinstein y Jascha Heifetz. Posteriormente regreso a Europa, y en Reino Unido tocó en un conocido cuarteto de piano llamado "Chamber Music Players" con Albert Sammons, Lionel Tertis y William Murdoch. También hizo apariciones con el tenor John McCormack durante varios años.
En 1929 se convirtió en el violonchelista principal de la Orquesta Sinfónica de la BBC de Sir Adrian Boult, tocando allí hasta 1935. Se ha observado que su violonchelo se puede escuchar en el movimiento lento de la grabación de 1935  del Concierto para piano n.º 2 de Boult junto con Artur Schnabel. Grabó música con Fritz Kreisler y William Primrose, incluido el Cuarteto de Cuerdas de Kreisler en A menor de 1935 con miembros del Cuarteto de Cuerdas de Londres.
Grabó la Sonata para violonchelo de Edgar Bainton. Después de que Felix Salmond y Guilhermina Suggia renunciaran, Kennedy se comprometió a estrenar Oration de Frank Bridge para violonchelo y orquesta, pero se retiró durante los ensayos. En sus últimos años fue profesor en el Royal College of Music de Londres.